# Luiz Carlos Mendonça de Barros
Luiz Carlos Mendonça de Barros (São Paulo, 1943) é um engenheiro e economista brasileiro, ex-presidente do BNDES (novembro de 1995 a abril de 1998) e ex-ministro das Comunicações (abril de 1998 a novembro de 1998).
Graduado pela USP em engenharia de produção e doutor em economia pela Unicamp, iniciou a carreira em 1967 como analista financeiro do Investbanco. Em 1972 passou a operar na Bolsa de Valores de São Paulo, através da corretora Patente, que fundou junto com três outros sócios. No final dos anos 70, enveredou pela área de produção cultural, fundando, ao lado do futuro Ministro das Comunicações Sérgio Motta, a Difusão S/C Ltda, dando ênfase ao financiamento de espetáculos teatrais. A empresa fecharia as portas ainda no início da década de 80. Em 1983 fundou o Planibanc, onde permaneceu como sócio até 1993. Neste ano, fundou o Banco Matrix junto com André Lara Resende, só se afastando da instituição em novembro de 1995, quando assumiu a presidência do BNDES.
Em abril de 1998, com a morte de Sérgio Motta, foi nomeado Ministro das Comunicações por Fernando Henrique Cardoso. Seu nome ficou em evidência com o escândalo do grampo do BNDES, logo após a reeleição de Fernando Henrique Cardoso, o que lhe custou o cargo de Ministro das Comunicações e à responder como réu numa ação de improbidade administrativa movida pelo MP. Durante sua gestão, teve que enfrentar a crise financeira e trabalhista da Rede Manchete, que culminaria na extinção da cadeia televisiva em maio de 1999, quando Pimenta da Veiga era o ministro.
Conversas gravadas na sede do BNDES revelaram um suposto esquema de favorecimento de empresas no leilão de privatização da Telebrás, conduzido por Luiz Carlos Mendonça de Barros e André Lara Resende, então presidente do BNDES. Além de Mendonça de Barros, o escândalo também derrubou seu irmão, José Roberto Mendonça de Barros, da Câmara de Comércio Exterior e André Lara Resende da presidência do BNDES .
Foi também denunciado pelo Ministério Público em outro processo envolvendo a concessão de empréstimos para a privatização da Eletropaulo .
Apesar de tudo, continuou a compor a equipe econômica que dava sustentação ao modelo implantado pelo governo tucano durante os oito anos da presidência de Fernando Henrique Cardoso. É lembrado ainda pelas disputas travadas com o grupo de Pedro Malan, à época Ministro da Fazenda, sobre os rumos da economia brasileira.
Em 2001 criou a MBG & Associados, uma empresa que oferece cursos profissionalizantes à distância, em parceria com seu irmão e Lídia Goldeinstein. Também em 2001 fundou a editora Primeira Leitura, chefiando a organização da revista de mesmo nome (Revista Primeira Leitura), em parceria com Reinaldo Azevedo. A revista acabou extinta em junho de 2006.
Ainda ligado ao PSDB, auxiliou nas campanhas de Geraldo Alckmin e José Serra em 2006.
Em 2007, Mendonça deu entrevista dando apoio a Serra e declarou que Dilma Rousseff "...não tem chance" porque "Os eleitores brasileiros aprenderam a não votar em alguém que era praticamente desconhecido após o caso Collor. Você não pode criar um candidato presidencial em um ou dois anos".
Em 2008, analisando a grande crise da economia norte-americana, Luiz Carlos Mendonça concluiu que o Brasil ficou mais pobre e "...perdemos a possibilidade de continuar importando bens industriais de consumo e investimentos na intensidade atual". Ele alertou para as autoridades financeiras governamentais que o Tsunami econômico criou uma nova situação que "...nos obriga a repensar nossa política econômica e a deixar a euforia dos últimos anos para trás... e nos preparar para números bem mais baixos para os próximos anos."

## Absolvição
Em 2009 foi absolvido pela Justiça Federal das acusações de improbidade administrativa na condução da privatização das empresas criadas a partir da Telebrás feitas pelo Ministério Público, em decisão proferida pelo juiz titular da 17ª Vara da Seção Judiciária do Distrito Federal, Moacir Ferreira Ramos. Em sua sentença, o magistrado deixou registrado: "Penso ser importante enfatizar que esta ação foi promovida em decorrência de representação feita por alguns políticos que, à época das privatizações do setor de telefonia, ostentavam notória oposição ao governo do Sr. Fernando Henrique Cardoso, que então administrava o país (...) Ora, se havia a preocupação com a apuração destes fatos, por que esses nobres políticos não interferiram junto ao governo atual, ao qual têm dado suporte, para que fosse feita, a fundo, a investigação dessas denúncias - sérias, enfatize-se - que apontaram na representação?". Esta sentença foi confirmada pelo Tribunal Regional Federal da 1ª Região em julgamento da apelação conduzida pelo Ministério Público Federal.
Em 24 de fevereiro de 2011 foi absolvido pela Justiça Federal das acusações de improbidade administrativa na condução da privatização das empresas criadas a partir da Telebrás feitas pelo Ministério Público, em decisão proferida pelo juiz titular da 5ª Vara Criminal da Seção Judiciária do Rio de Janeiro Margareth de Cassia Thoaz RosteiY. Esta sentença foi mantida pelo Tribunal Regional Federal da 2ª Região depois de apelação conduzida pelo Ministério Público Federal .